# ساندرا چوت
ساندرا چوت (انگلیسی: Sandra Choat؛ زادهٔ) بازیکن سابق فوتبال اهل انگلستان است. بزرگترین دستاورد چوات قهرمانی در فینال جام جهانی ۱۹۷۷ بود.
وی همچنین در تیم ملی فوتبال زنان انگلستان بازی کرده است.